# Luciano Carlos Cunha
Luciano Carlos Cunha é um filósofo moral brasileiro especializado em ética animal. É coordenador geral das atividades da ONG Ética Animal (Animal Ethics) no Brasil, onde também leciona cursos de extensão sobre ética e defesa animal em parceria com universidades federais brasileiras como Universidade Federal de Santa Catarina (UFSC), Universidade Federal de Uberlândia (UFU) e Universidade Federal de Minas Gerais (UFMG). É apresentador do programa Ethicast, um podcast fornecido pela ONG Ética Animal, e autor no projeto senciencia.org.
A pesquisa de Luciano envolve a consideração moral de todos os seres sencientes e a rejeição do especismo, isso inclui o contexto do sofrimento dos animais selvagens. Outros tópicos que o pensador explora são a preocupação com o futuro a longo prazo, o critério da relevância, a priorização de causas e a relação comparativa entre ética animal e ambientalismo, destacando as diferenças entre essas duas perspectivas e os conflitos entre elas.

## Formação acadêmica
Luciano Carlos Cunha é Doutor em Ética e Filosofia Política pela Universidade Federal de Santa Catarina, além de possuir um mestrado na mesma área pela UFSC. Sua formação também inclui uma licenciatura em Educação Artística com habilitação em música pela Universidade do Estado de Santa Catarina (UDESC). Em sua formação musical, como compositor musical e instrumentista, Luciano tem dois discos publicados, "Sinfonias Cinemáticas" e Concertos, Vol. 1, ambos lançados em 2025.

## Contribuições literárias
Luciano Carlos Cunha publicou dois livros impressos na área da ética animal, "Uma Breve Introdução à Ética Animal: Desde as Questões Clássicas até o Que Vem Sendo Discutido Atualmente" (2021), que conta com prefácio do filósofo Oscar Horta, e "Razões Para Ajudar: O Sofrimento dos Animais Selvagens e Suas Implicações Éticas" (2022). Além disso, no ano de 2025, iniciou o lançamento da "Coleção Uma Jornada Pela Ética Animal: Do Básico ao Avançado", financiado pela ONG Ética Animal, que analisa diversas questões discutidas no campo da Ética Animal. A coleção exibe os seguintes temas:
- Volume 1 - Discutindo o especismo: uma análise das principais tentativas de justificar o especismo
- Volume 2 - Considerando os seres sencientes: fundamentos de uma ética centrada na senciência
- Volume 3 - Os animais e o dano da morte: uma investigação sobre o dano da morte e sua magnitude
- Volume 4 - O debate sobre a exploração animal: uma análise dos argumentos das perspectivas divergentes
- Volume 5 - Diferenças entre ambientalismo e consideração pelos animais: qual o tamanho da divergência?
- Volume 6 - A quem devemos consideração moral: o debate sobre o critério da senciência
- Volume 7 - A ética e a situação dos animais selvagens: uma análise da questão dos danos naturais
- Volume 8 - Um ativismo eficiente: critérios para escolher quais problemas priorizar e quais estratégias adotar
- Volume 9 - A ética e o futuro: o que são riscos de sofrimento futuro e como preveni-los
- Volume 10 - Vieses e sua influência: como vieses influenciam nossas decisões que afetam os animais
- Volume 11 - Como as diversas teorias da ética abordam a questão animal? Explorando a relação entre ética normativa e ética aplicada
- Volume 12 - O essencial sobre ética animal: um resumo esquemático das principais discussões

Além de seus livros, o filósofo contribuiu com capítulos em obras coletivas e artigos em periódicos especializados, ampliando o debate sobre questões éticas relacionadas aos animais.

## Defesa dos animais selvagens
Luciano Carlos Cunha é um dos primeiros filósofos que advoga pelos animais afetados por causas naturais. Seu livro "Razões Para Ajudar: O Sofrimento dos Animais Selvagens e Suas Implicações Éticas", de 2022, é pioneiro no Brasil ao abordar a questão do sofrimento dos animais na natureza, sendo o segundo no mundo dedicado inteiramente a esse tema, apenas lançado depois de "Wild Animal Ethics: The Moral and Political Problem of Wild Animal Suffering" (2020) de Kyle Johannsen.